# 长梗狸藻
长梗狸藻（学名：Utricularia limosa）為狸藻屬陆生植物或半水生食虫植物。其种加词“limosa”来源于拉丁文“limus”，意为“沼泽”，指其生长环境。其生长于水湿草地或稻田中。长梗狸藻分布于中国、老挝、泰国、越南、马来西亚、新几内亚、澳大利亚北领地、西澳大利亚及昆士兰。

## 形态特征
长梗狸藻为陆生草本植物。其茎呈匍匐状，具分枝。
长梗狸藻的叶为狭线形，长1.5至2.5厘米，宽约0.3毫米，顶端为急尖或钝形。叶常于植株开花前凋萎，少数留存。
长梗狸藻的捕虫囊数量少。匍匐枝及叶上均有分布。其为斜卵球形，长0.5至1毫米。捕虫囊具长柄，柄长约为捕虫囊体长的2至3倍。囊口开口于捕虫囊的侧面。囊口上唇具2条密生细刚毛的钻形附属物。
长梗狸藻的花序长5至25厘米。花朵集中于花序的中上部，共2至10朵。花序轴呈丝状，直径0.5至0.8毫米，具少量形似苞片的鳞片。苞片为狭椭圆形，长1.5至2毫米，顶端为急尖，基部也为急尖或斜截形。无小苞片。花梗为丝状，背面和腹面略扁，长2至6毫米；其表面具微小的乳突。花萼2裂至基部；上唇为横椭圆形，顶端为圆形，长1.1至1.5毫米；下唇为倒卵状长圆形，顶端也为圆形，长1.3至2毫米。花冠为淡紫色，长4.5至6毫米；上唇为宽卵形，顶端为圆形，长约为上萼片的2倍；下唇为四方形，中部2深裂，裂片为卵状长圆形；喉凸为2个浅囊；距为细筒状，基部为圆锥形，顶端为钝形，与下唇呈直角或锐角。雄蕊花丝为线形，弯曲，长约0.6毫米；2药室汇合。雌蕊子房为球形。花柱粗短；柱头下唇为半圆形，无上唇。其花期为8月至9月。
长梗狸藻的蒴果为球形，长约2毫米，果皮为膜质，室背开裂。种子近球形，长0.25至0.3毫米。其表面存在网状突起，网格近等径。其果期为9月至10月。

## 外部連結
- 食虫植物照片搜寻引擎中长梗狸藻的照片 （页面存档备份，存于）

 维基共享资源上的相關多媒體資源：长梗狸藻
 維基物種上的相關：长梗狸藻